# Structure sociétale du peuple Vili

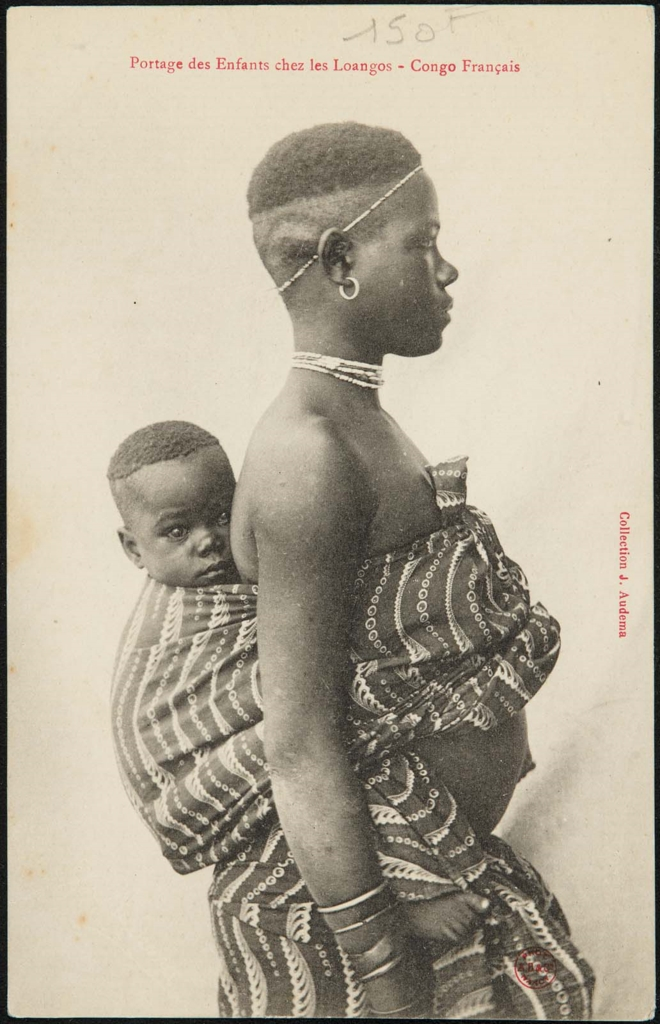
Portage des enfants chez les Loangos - Congo Français.

La société traditionnelle Vili comme celle de tous les groupes ethniques du groupe Kongo, est caractérisée par une structure principale appelée Likanda. Il s'agit du clan dont les membres possèdent en collectivité et en commun les biens et les intérêts visibles et invisibles. Au sein de cette société matrilinéaire, le territoire du clan (si likanda) ainsi que ses limites sont gérés par l'aîné des oncles maternels (ma nkashi ou fumu si). Le vocable si dans les expressions si likanda ou fumu si désigne à la fois la terre sur laquelle le clan est établi, mais aussi toutes les ressources qui s'y trouvent.

## Liens de parenté
Les conjoints s'appellent l'un envers l'autre, nnuni (mari) et nkasi (épouse).
Entre un conjoint et ses beaux-parents s'établissent naturellement une parenté par alliance matrimoniale. Ce sont les rapports réciproques du bukweesi. Les beaux-parents appellent leur gendre tchikweesi. Cette même expression est utilisée par ce dernier à l'endroit de son beau-père; sa belle-mère est en revanche dite nkwekishi. Ce dernier terme est utilisé par les beaux-parents pour leur bru, réciproquement pour cette dernière envers sa belle-mère. La bru appellera son beau-père tchikweesi.
Le beau-fils doit des égards absolus envers sa belle-mère. En effet, cette dernière est la génitrice des enfants du lignage, descendance commune de l'aïeule par qui se transmet le sang du lignage (matrilinéaire).
Les frères et sœurs des clans alliés s'appellent réciproquement nzali, idem pour la génération des grands-parents. L'expression d'accueil consacrée est Mwayi.
Les coépouses sont appelées simpala (singulier mpala) alors que les concubins sont dits sindaayi (singulier ndaayi). Les mbasi mpala sont deux hommes de clans différents, mais ayant épousé deux sœurs utérines.
|                              |                              |                              |                              | Nkakula (Arrière-grand-père paternel) | Nkakula (Arrière-grand-père paternel) | Nkakula (Arrière-grand-père paternel) | Nkakula (Arrière-grand-père paternel) | Nkakula (Arrière-grand-père paternel) | Nkakula (Arrière-grand-père paternel) |                                |                                | Nkakula (Arrière-grand-mère paternelle) | Nkakula (Arrière-grand-mère paternelle) | Nkakula (Arrière-grand-mère paternelle) | Nkakula (Arrière-grand-mère paternelle) | Nkakula (Arrière-grand-mère paternelle) | Nkakula (Arrière-grand-mère paternelle) |                              |                              |                              |                              |                              |                              |                              |                              |                            |                            |                            |                            |                            |                            |                                  |                                  |                                  |                                  |                                  |                                  |                        |                        |                        |                        | Nkakula (Arrière-grand-père maternel) | Nkakula (Arrière-grand-père maternel) | Nkakula (Arrière-grand-père maternel)         | Nkakula (Arrière-grand-père maternel)         | Nkakula (Arrière-grand-père maternel)         | Nkakula (Arrière-grand-père maternel)         |                                               |                                               | Nkakula (Arrière-grand-mère maternelle) | Nkakula (Arrière-grand-mère maternelle) | Nkakula (Arrière-grand-mère maternelle) | Nkakula (Arrière-grand-mère maternelle) | Nkakula (Arrière-grand-mère maternelle) | Nkakula (Arrière-grand-mère maternelle) |  |  |  |  |  |  |  |  |  |  |  |  |  |  |  |  |  |  |  |  |  |  |  |  |
|                              |                              |                              |                              | Nkakula (Arrière-grand-père paternel) | Nkakula (Arrière-grand-père paternel) | Nkakula (Arrière-grand-père paternel) | Nkakula (Arrière-grand-père paternel) | Nkakula (Arrière-grand-père paternel) | Nkakula (Arrière-grand-père paternel) |                                |                                | Nkakula (Arrière-grand-mère paternelle) | Nkakula (Arrière-grand-mère paternelle) | Nkakula (Arrière-grand-mère paternelle) | Nkakula (Arrière-grand-mère paternelle) | Nkakula (Arrière-grand-mère paternelle) | Nkakula (Arrière-grand-mère paternelle) |                              |                              |                              |                              |                              |                              |                              |                              |                            |                            |                            |                            |                            |                            |                                  |                                  |                                  |                                  |                                  |                                  |                        |                        |                        |                        | Nkakula (Arrière-grand-père maternel) | Nkakula (Arrière-grand-père maternel) | Nkakula (Arrière-grand-père maternel)         | Nkakula (Arrière-grand-père maternel)         | Nkakula (Arrière-grand-père maternel)         | Nkakula (Arrière-grand-père maternel)         |                                               |                                               | Nkakula (Arrière-grand-mère maternelle) | Nkakula (Arrière-grand-mère maternelle) | Nkakula (Arrière-grand-mère maternelle) | Nkakula (Arrière-grand-mère maternelle) | Nkakula (Arrière-grand-mère maternelle) | Nkakula (Arrière-grand-mère maternelle) |  |  |  |  |  |  |  |  |  |  |  |  |  |  |  |  |  |  |  |  |  |  |  |  |
|                              |                              |                              |                              |                                       |                                       |                                       |                                       |                                       |                                       |                                |                                |                                         |                                         |                                         |                                         |                                         |                                         |                              |                              |                              |                              |                              |                              |                              |                              |                            |                            |                            |                            |                            |                            |                                  |                                  |                                  |                                  |                                  |                                  |                        |                        |                        |                        |                                       |                                       |                                               |                                               |                                               |                                               |                                               |                                               |                                         |                                         |                                         |                                         |                                         |                                         |  |  |  |  |  |  |  |  |  |  |  |  |  |  |  |  |  |  |  |  |  |  |  |  |
| Nkâaka (Grand-père paternel) | Nkâaka (Grand-père paternel) | Nkâaka (Grand-père paternel) | Nkâaka (Grand-père paternel) | Nkâaka (Grand-père paternel)          | Nkâaka (Grand-père paternel)          |                                       |                                       | Nkâaka (Grand-mère paternelle)        | Nkâaka (Grand-mère paternelle)        | Nkâaka (Grand-mère paternelle) | Nkâaka (Grand-mère paternelle) | Nkâaka (Grand-mère paternelle)          | Nkâaka (Grand-mère paternelle)          |                                         |                                         |                                         |                                         |                              |                              | Nkâaka (Grand-père maternel) | Nkâaka (Grand-père maternel) | Nkâaka (Grand-père maternel) | Nkâaka (Grand-père maternel) | Nkâaka (Grand-père maternel) | Nkâaka (Grand-père maternel) |                            |                            |                            |                            |                            |                            |                                  |                                  |                                  |                                  |                                  |                                  |                        |                        |                        |                        |                                       |                                       |                                               |                                               | Nkâaka (Grand-mère maternelle)                | Nkâaka (Grand-mère maternelle)                | Nkâaka (Grand-mère maternelle)                | Nkâaka (Grand-mère maternelle)                | Nkâaka (Grand-mère maternelle)          | Nkâaka (Grand-mère maternelle)          |                                         |                                         |                                         |                                         |  |  |  |  |  |  |  |  |  |  |  |  |  |  |  |  |  |  |  |  |  |  |  |  |
| Nkâaka (Grand-père paternel) | Nkâaka (Grand-père paternel) | Nkâaka (Grand-père paternel) | Nkâaka (Grand-père paternel) | Nkâaka (Grand-père paternel)          | Nkâaka (Grand-père paternel)          |                                       |                                       | Nkâaka (Grand-mère paternelle)        | Nkâaka (Grand-mère paternelle)        | Nkâaka (Grand-mère paternelle) | Nkâaka (Grand-mère paternelle) | Nkâaka (Grand-mère paternelle)          | Nkâaka (Grand-mère paternelle)          |                                         |                                         |                                         |                                         |                              |                              | Nkâaka (Grand-père maternel) | Nkâaka (Grand-père maternel) | Nkâaka (Grand-père maternel) | Nkâaka (Grand-père maternel) | Nkâaka (Grand-père maternel) | Nkâaka (Grand-père maternel) |                            |                            |                            |                            |                            |                            |                                  |                                  |                                  |                                  |                                  |                                  |                        |                        |                        |                        |                                       |                                       |                                               |                                               | Nkâaka (Grand-mère maternelle)                | Nkâaka (Grand-mère maternelle)                | Nkâaka (Grand-mère maternelle)                | Nkâaka (Grand-mère maternelle)                | Nkâaka (Grand-mère maternelle)          | Nkâaka (Grand-mère maternelle)          |                                         |                                         |                                         |                                         |  |  |  |  |  |  |  |  |  |  |  |  |  |  |  |  |  |  |  |  |  |  |  |  |
|                              |                              |                              |                              |                                       |                                       |                                       |                                       |                                       |                                       |                                |                                |                                         |                                         |                                         |                                         |                                         |                                         |                              |                              |                              |                              |                              |                              |                              |                              |                            |                            |                            |                            |                            |                            |                                  |                                  |                                  |                                  |                                  |                                  |                        |                        |                        |                        |                                       |                                       |                                               |                                               |                                               |                                               |                                               |                                               |                                         |                                         |                                         |                                         |                                         |                                         |  |  |  |  |  |  |  |  |  |  |  |  |  |  |  |  |  |  |  |  |  |  |  |  |
|                              |                              |                              |                              | Lisya (Père)                          | Lisya (Père)                          | Lisya (Père)                          | Lisya (Père)                          | Lisya (Père)                          | Lisya (Père)                          |                                |                                |                                         |                                         |                                         |                                         |                                         |                                         |                              |                              |                              |                              |                              |                              | Nguli (Mère)                 | Nguli (Mère)                 | Nguli (Mère)               | Nguli (Mère)               | Nguli (Mère)               | Nguli (Mère)               |                            |                            |                                  |                                  |                                  |                                  |                                  |                                  |                        |                        |                        |                        | Nguli nkashi (Oncle maternel)         | Nguli nkashi (Oncle maternel)         | Nguli nkashi (Oncle maternel)                 | Nguli nkashi (Oncle maternel)                 | Nguli nkashi (Oncle maternel)                 | Nguli nkashi (Oncle maternel)                 |                                               |                                               |                                         |                                         |                                         |                                         |                                         |                                         |  |  |  |  |  |  |  |  |  |  |  |  |  |  |  |  |  |  |  |  |  |  |  |  |
|                              |                              |                              |                              | Lisya (Père)                          | Lisya (Père)                          | Lisya (Père)                          | Lisya (Père)                          | Lisya (Père)                          | Lisya (Père)                          |                                |                                |                                         |                                         |                                         |                                         |                                         |                                         |                              |                              |                              |                              |                              |                              | Nguli (Mère)                 | Nguli (Mère)                 | Nguli (Mère)               | Nguli (Mère)               | Nguli (Mère)               | Nguli (Mère)               |                            |                            |                                  |                                  |                                  |                                  |                                  |                                  |                        |                        |                        |                        | Nguli nkashi (Oncle maternel)         | Nguli nkashi (Oncle maternel)         | Nguli nkashi (Oncle maternel)                 | Nguli nkashi (Oncle maternel)                 | Nguli nkashi (Oncle maternel)                 | Nguli nkashi (Oncle maternel)                 |                                               |                                               |                                         |                                         |                                         |                                         |                                         |                                         |  |  |  |  |  |  |  |  |  |  |  |  |  |  |  |  |  |  |  |  |  |  |  |  |
|                              |                              |                              |                              |                                       |                                       |                                       |                                       |                                       |                                       |                                |                                |                                         |                                         |                                         |                                         |                                         |                                         |                              |                              |                              |                              |                              |                              |                              |                              |                            |                            |                            |                            |                            |                            |                                  |                                  |                                  |                                  |                                  |                                  |                        |                        |                        |                        |                                       |                                       |                                               |                                               |                                               |                                               |                                               |                                               |                                         |                                         |                                         |                                         |                                         |                                         |  |  |  |  |  |  |  |  |  |  |  |  |  |  |  |  |  |  |  |  |  |  |  |  |
|                              |                              |                              |                              | Tchibutu / Nkoomba (Frère)            | Tchibutu / Nkoomba (Frère)            | Tchibutu / Nkoomba (Frère)            | Tchibutu / Nkoomba (Frère)            | Tchibutu / Nkoomba (Frère)            | Tchibutu / Nkoomba (Frère)            |                                |                                |                                         |                                         | INDIVIDU "RACINE"                       | INDIVIDU "RACINE"                       | INDIVIDU "RACINE"                       | INDIVIDU "RACINE"                       | INDIVIDU "RACINE"            | INDIVIDU "RACINE"            |                              |                              |                              |                              |                              |                              | Tchibutu / Nkoomba (Soeur) | Tchibutu / Nkoomba (Soeur) | Tchibutu / Nkoomba (Soeur) | Tchibutu / Nkoomba (Soeur) | Tchibutu / Nkoomba (Soeur) | Tchibutu / Nkoomba (Soeur) |                                  |                                  |                                  |                                  | Nuni (Mari de la sœur)           | Nuni (Mari de la sœur)           | Nuni (Mari de la sœur) | Nuni (Mari de la sœur) | Nuni (Mari de la sœur) | Nuni (Mari de la sœur) |                                       |                                       | Mwana ba Kwelisi (Enfant de l'oncle maternel) | Mwana ba Kwelisi (Enfant de l'oncle maternel) | Mwana ba Kwelisi (Enfant de l'oncle maternel) | Mwana ba Kwelisi (Enfant de l'oncle maternel) | Mwana ba Kwelisi (Enfant de l'oncle maternel) | Mwana ba Kwelisi (Enfant de l'oncle maternel) |                                         |                                         |                                         |                                         |                                         |                                         |  |  |  |  |  |  |  |  |  |  |  |  |  |  |  |  |  |  |  |  |  |  |  |  |
|                              |                              |                              |                              | Tchibutu / Nkoomba (Frère)            | Tchibutu / Nkoomba (Frère)            | Tchibutu / Nkoomba (Frère)            | Tchibutu / Nkoomba (Frère)            | Tchibutu / Nkoomba (Frère)            | Tchibutu / Nkoomba (Frère)            |                                |                                |                                         |                                         | INDIVIDU "RACINE"                       | INDIVIDU "RACINE"                       | INDIVIDU "RACINE"                       | INDIVIDU "RACINE"                       | INDIVIDU "RACINE"            | INDIVIDU "RACINE"            |                              |                              |                              |                              |                              |                              | Tchibutu / Nkoomba (Soeur) | Tchibutu / Nkoomba (Soeur) | Tchibutu / Nkoomba (Soeur) | Tchibutu / Nkoomba (Soeur) | Tchibutu / Nkoomba (Soeur) | Tchibutu / Nkoomba (Soeur) |                                  |                                  |                                  |                                  | Nuni (Mari de la sœur)           | Nuni (Mari de la sœur)           | Nuni (Mari de la sœur) | Nuni (Mari de la sœur) | Nuni (Mari de la sœur) | Nuni (Mari de la sœur) |                                       |                                       | Mwana ba Kwelisi (Enfant de l'oncle maternel) | Mwana ba Kwelisi (Enfant de l'oncle maternel) | Mwana ba Kwelisi (Enfant de l'oncle maternel) | Mwana ba Kwelisi (Enfant de l'oncle maternel) | Mwana ba Kwelisi (Enfant de l'oncle maternel) | Mwana ba Kwelisi (Enfant de l'oncle maternel) |                                         |                                         |                                         |                                         |                                         |                                         |  |  |  |  |  |  |  |  |  |  |  |  |  |  |  |  |  |  |  |  |  |  |  |  |
|                              |                              |                              |                              |                                       |                                       |                                       |                                       |                                       |                                       |                                |                                |                                         |                                         |                                         |                                         |                                         |                                         |                              |                              |                              |                              |                              |                              |                              |                              |                            |                            |                            |                            |                            |                            |                                  |                                  |                                  |                                  |                                  |                                  |                        |                        |                        |                        |                                       |                                       |                                               |                                               |                                               |                                               |                                               |                                               |                                         |                                         |                                         |                                         |                                         |                                         |  |  |  |  |  |  |  |  |  |  |  |  |  |  |  |  |  |  |  |  |  |  |  |  |
|                              |                              |                              |                              | Mwana bakala (Fils)                   | Mwana bakala (Fils)                   | Mwana bakala (Fils)                   | Mwana bakala (Fils)                   | Mwana bakala (Fils)                   | Mwana bakala (Fils)                   |                                |                                |                                         |                                         |                                         |                                         |                                         |                                         | Mwana untchetu (Fille)       | Mwana untchetu (Fille)       | Mwana untchetu (Fille)       | Mwana untchetu (Fille)       | Mwana untchetu (Fille)       | Mwana untchetu (Fille)       |                              |                              |                            |                            |                            |                            |                            |                            | Mwana nkashi (Enfant de la sœur) | Mwana nkashi (Enfant de la sœur) | Mwana nkashi (Enfant de la sœur) | Mwana nkashi (Enfant de la sœur) | Mwana nkashi (Enfant de la sœur) | Mwana nkashi (Enfant de la sœur) |                        |                        |                        |                        |                                       |                                       |                                               |                                               |                                               |                                               |                                               |                                               |                                         |                                         |                                         |                                         |                                         |                                         |  |  |  |  |  |  |  |  |  |  |  |  |  |  |  |  |  |  |  |  |  |  |  |  |
|                              |                              |                              |                              | Mwana bakala (Fils)                   | Mwana bakala (Fils)                   | Mwana bakala (Fils)                   | Mwana bakala (Fils)                   | Mwana bakala (Fils)                   | Mwana bakala (Fils)                   |                                |                                |                                         |                                         |                                         |                                         |                                         |                                         | Mwana untchetu (Fille)       | Mwana untchetu (Fille)       | Mwana untchetu (Fille)       | Mwana untchetu (Fille)       | Mwana untchetu (Fille)       | Mwana untchetu (Fille)       |                              |                              |                            |                            |                            |                            |                            |                            | Mwana nkashi (Enfant de la sœur) | Mwana nkashi (Enfant de la sœur) | Mwana nkashi (Enfant de la sœur) | Mwana nkashi (Enfant de la sœur) | Mwana nkashi (Enfant de la sœur) | Mwana nkashi (Enfant de la sœur) |                        |                        |                        |                        |                                       |                                       |                                               |                                               |                                               |                                               |                                               |                                               |                                         |                                         |                                         |                                         |                                         |                                         |  |  |  |  |  |  |  |  |  |  |  |  |  |  |  |  |  |  |  |  |  |  |  |  |
|                              |                              |                              |                              |                                       |                                       |                                       |                                       |                                       |                                       |                                |                                |                                         |                                         |                                         |                                         |                                         |                                         |                              |                              |                              |                              |                              |                              |                              |                              |                            |                            |                            |                            |                            |                            |                                  |                                  |                                  |                                  |                                  |                                  |                        |                        |                        |                        |                                       |                                       |                                               |                                               |                                               |                                               |                                               |                                               |                                         |                                         |                                         |                                         |                                         |                                         |  |  |  |  |  |  |  |  |  |  |  |  |  |  |  |  |  |  |  |  |  |  |  |  |
| Untekulu (Petite-fille)      | Untekulu (Petite-fille)      | Untekulu (Petite-fille)      | Untekulu (Petite-fille)      | Untekulu (Petite-fille)               | Untekulu (Petite-fille)               |                                       |                                       | Untekulu (Petit-fils)                 | Untekulu (Petit-fils)                 | Untekulu (Petit-fils)          | Untekulu (Petit-fils)          | Untekulu (Petit-fils)                   | Untekulu (Petit-fils)                   |                                         |                                         | Untekulu (Petit-fils)                   | Untekulu (Petit-fils)                   | Untekulu (Petit-fils)        | Untekulu (Petit-fils)        | Untekulu (Petit-fils)        | Untekulu (Petit-fils)        |                              |                              |                              |                              |                            |                            |                            |                            |                            |                            |                                  |                                  |                                  |                                  |                                  |                                  |                        |                        |                        |                        |                                       |                                       |                                               |                                               |                                               |                                               |                                               |                                               |                                         |                                         |                                         |                                         |                                         |                                         |  |  |  |  |  |  |  |  |  |  |  |  |  |  |  |  |  |  |  |  |  |  |  |  |
| Untekulu (Petite-fille)      | Untekulu (Petite-fille)      | Untekulu (Petite-fille)      | Untekulu (Petite-fille)      | Untekulu (Petite-fille)               | Untekulu (Petite-fille)               |                                       |                                       | Untekulu (Petit-fils)                 | Untekulu (Petit-fils)                 | Untekulu (Petit-fils)          | Untekulu (Petit-fils)          | Untekulu (Petit-fils)                   | Untekulu (Petit-fils)                   |                                         |                                         | Untekulu (Petit-fils)                   | Untekulu (Petit-fils)                   | Untekulu (Petit-fils)        | Untekulu (Petit-fils)        | Untekulu (Petit-fils)        | Untekulu (Petit-fils)        |                              |                              |                              |                              |                            |                            |                            |                            |                            |                            |                                  |                                  |                                  |                                  |                                  |                                  |                        |                        |                        |                        |                                       |                                       |                                               |                                               |                                               |                                               |                                               |                                               |                                         |                                         |                                         |                                         |                                         |                                         |  |  |  |  |  |  |  |  |  |  |  |  |  |  |  |  |  |  |  |  |  |  |  |  |
|                              |                              |                              |                              |                                       |                                       |                                       |                                       |                                       |                                       |                                |                                |                                         |                                         |                                         |                                         |                                         |                                         |                              |                              |                              |                              |                              |                              |                              |                              |                            |                            |                            |                            |                            |                            |                                  |                                  |                                  |                                  |                                  |                                  |                        |                        |                        |                        |                                       |                                       |                                               |                                               |                                               |                                               |                                               |                                               |                                         |                                         |                                         |                                         |                                         |                                         |  |  |  |  |  |  |  |  |  |  |  |  |  |  |  |  |  |  |  |  |  |  |  |  |
|                              |                              |                              |                              |                                       |                                       | Undandu (Arrière-petite-fille)        | Undandu (Arrière-petite-fille)        | Undandu (Arrière-petite-fille)        | Undandu (Arrière-petite-fille)        | Undandu (Arrière-petite-fille) | Undandu (Arrière-petite-fille) |                                         |                                         | Undandu (Arrière-petit-fils)            | Undandu (Arrière-petit-fils)            | Undandu (Arrière-petit-fils)            | Undandu (Arrière-petit-fils)            | Undandu (Arrière-petit-fils) | Undandu (Arrière-petit-fils) |                              |                              |                              |                              |                              |                              |                            |                            |                            |                            |                            |                            |                                  |                                  |                                  |                                  |                                  |                                  |                        |                        |                        |                        |                                       |                                       |                                               |                                               |                                               |                                               |                                               |                                               |                                         |                                         |                                         |                                         |                                         |                                         |  |  |  |  |  |  |  |  |  |  |  |  |  |  |  |  |  |  |  |  |  |  |  |  |

Les termes et expressions utilisés pour distinguer les liens de parenté sont les suivants :
- Le clan maternel est appelé Tchifumba, tandis que le clan paternel est appelé Tchisya.
- Les arrière-grands-parents sont les nkakula.
- Les grands-parents maternels et paternels sont les nkaaka et les petits-enfants de ces derniers sont les ntekulu. Réciproquement, ceux-ci appellent leurs grands-parents par yaaya.
- Les arrière-petits-fils sont sidandu si butekulu (littéralement enfant qui suit le petit-fils)
- La famille nucléaire que l'on peut comparer à la famille occidentale est appelée liziku, terme signifiant littéralement foyer ou âtre. Ce sont les trois ou quatre pierres qui permettent de caler la marmite qui mijote sous le feu de bois ou de charbon. Ce noyau est composé des bibusi (les parents géniteurs); à savoir lisya (le père) et nguli (la mère), sans oublier baana (les enfants ou mwaana au singulier). Ceux-ci s'adressent à leurs parents en les appelant respectivement par taata (papa) et maama (maman).
- Au sein du liziku, le garçon est appelé mwaana bakala (littéralement enfant homme), tandis que la fille est mwaana ntchetu (littéralement enfant femme).
- Afin d'appliquer le droit d'aînesse au sein du liziku, l’aîné des enfants est appelé tchibutu, alors que le puîné est appelé nkoomba.
- Les enfants appellent leur oncle maternel (le frère de leur mère) ma nkashi et l'épouse de leur oncle par cinkaaka. Cependant, ils appellent leur tante maternelle nguli ou maama, terme également utilisé pour appeler leur maman génitrice.
- Les neveux sont appelés bana bu nkashi (littéralement enfant de l'oncle). L'enfant est placé sous l'autorité de son oncle maternel; lequel a droit de vie ou de mort sur son destin. Les enfants de son oncle sont appelés baana ba kwelissi (littéralement enfant du clan allié ou enfant par alliance) et appartiennent au clan de l'épouse de l'oncle.
- L'oncle paternel classé lisya est appelé taata au même titre que le papa géniteur. La tante paternelle quant à elle est appelée taata ntchietu (littéralement père femme). Le mari de cette dernière s'appelant nkashi (l'oncle).

## Structure sociétale
La comptine ci-dessous décrit l'organisation de la société vili.
« Awu fumu bwala. 
Awu tchivende nzungu.
Kula ko i kula ku sia kulai muto ko.
Mwa fwati fu fambu kana i ku bakila.
Fu bwala fu kata kambu tchi mwamwana. »
— Description de la structure sociologique Vili.
        
« Celui-ci est le chef du village (le pouce).
 
Le suivant est le cureur de casseroles (l'index).
Je suis si grand que personne ne saurait m'égaler (le majeur).
Il s'en est fallu de peu que je le sois (l'annulaire).
 
Dans un village, il ne saurait manquer de plus petit (l'auriculaire). »
Le pouce fait référence à la position du chef détenteur de pouvoirs spirituels, magiques et religieux.
L'index appelé tchi soosu représente les masses laborieuses, celles qui se  servent de leurs mains pour produire le nécessaire de l'activité économique.
Du majeur et de l'annulaire se manifestent les rivalités de classes et les injustices sociales inhérentes à toute société organisée.
L'auriculaire assume son appartenance à la classe des serfs et à son rôle indispensable, certes au profit des nantis, mais aussi à l'équilibre de la société.

## Voir également
- Le temps - Conception traditionnelle en pays Loango
- Dénomination d'une personne chez le peuple Vili